# گسیل
گَسیل روستایی از توابع بخش آسارا شهرستان کرج در استان البرز ایران است. زبان مردم روستا تاتی است.

## جمعیت
این روستا در دهستان نسا قرار دارد و براساس سرشماری مرکز آمار ایران در سال ۱۳۸۵، جمعیت آن ۱۸۸ نفر (۵۹خانوار) بوده‌است.